# Дюранд (Іллінойс)
Дюранд (англ. Durand) — селище (англ. village) в США, в окрузі Віннебаґо штату Іллінойс. Населення — 1390 осіб (2020).

## Географія
Дюранд розташований за координатами 42°26′3″ пн. ш. 89°19′35″ зх. д. / 42.43417° пн. ш. 89.32639° зх. д. (42.434174, -89.326488).  За даними Бюро перепису населення США в 2010 році селище мало площу 2,42 км², уся площа — суходіл.

## Демографія
Згідно з переписом 2010 року, у селищі мешкали 1443 особи в 541 домогосподарстві у складі 383 родин. Густота населення становила 595 осіб/км².  Було 577 помешкань (238/км²).
Расовий склад населення:
| - 97,0 % — білих - 0,7 % — азіатів - 0,3 % — чорних або афроамериканців - 0,1 % — вихідців з тихоокеанських островів - 0,1 % — корінних американців |

До двох чи більше рас належало 1,5 %. Частка іспаномовних становила 2,4 % від усіх жителів.
За віковим діапазоном населення розподілялося таким чином: 25,4 % — особи молодші 18 років, 57,7 % — особи у віці 18—64 років, 16,9 % — особи у віці 65 років та старші. Медіана віку мешканця становила 39,9 року. На 100 осіб жіночої статі у селищі припадало 96,1 чоловіків;  на 100 жінок у віці від 18 років та старших — 92,3 чоловіків також старших 18 років.
Середній дохід на одне домашнє господарство  становив 57 668 доларів США (медіана — 45 078), а середній дохід на одну сім'ю — 77 867 доларів (медіана — 72 604). Медіана доходів становила 56 250 доларів для чоловіків та 29 830 доларів для жінок. За межею бідності перебувало 8,3 % осіб, у тому числі 11,1 % дітей у віці до 18 років та 12,5 % осіб у віці 65 років та старших.
Цивільне працевлаштоване населення становило 597 осіб. Основні галузі зайнятості: освіта, охорона здоров'я та соціальна допомога — 19,9 %, виробництво — 15,4 %, роздрібна торгівля — 12,9 %.